# 雨竜沼湿原

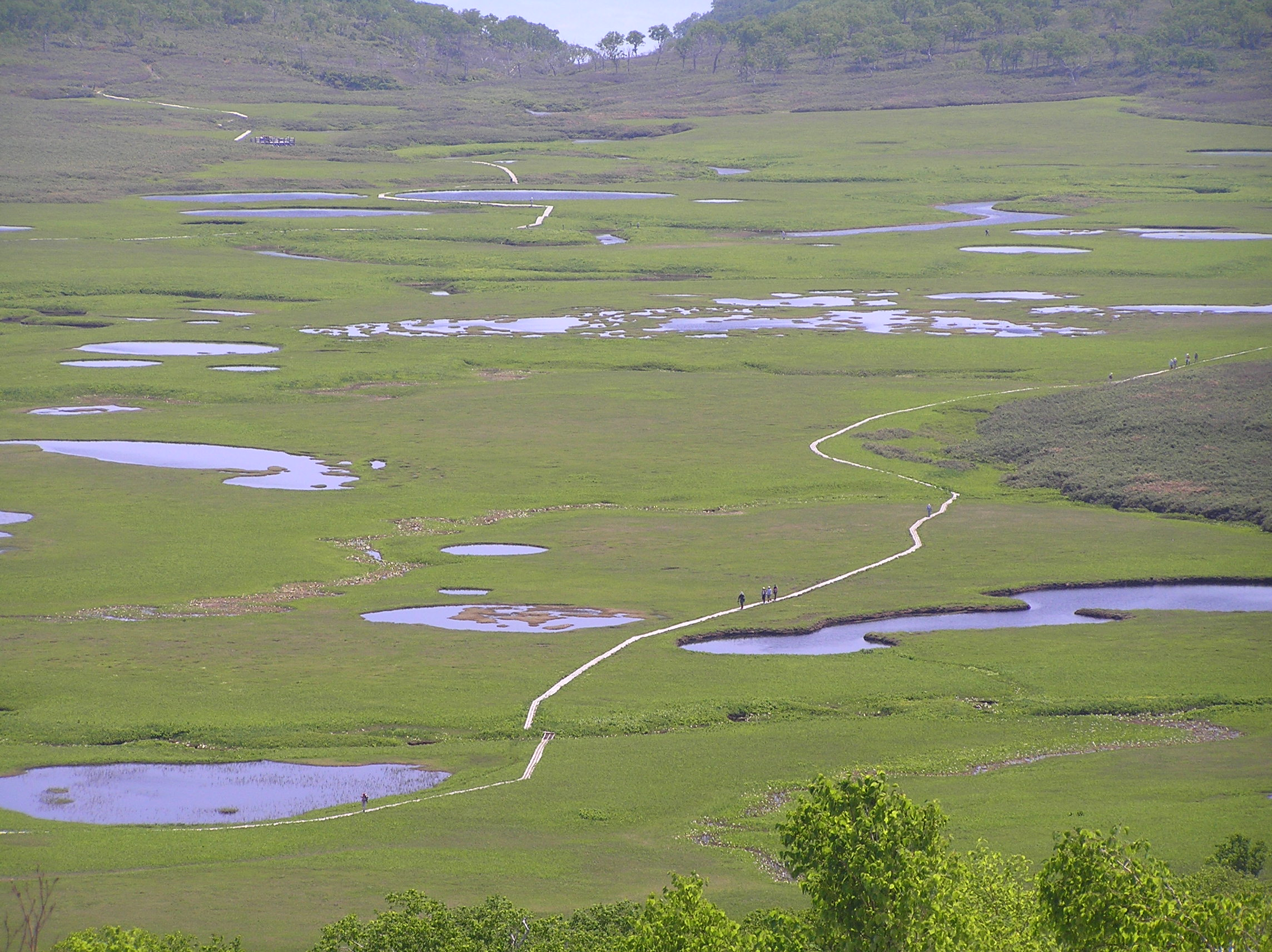
湿原展望台より

雨竜沼湿原 （うりゅうぬましつげん）は、北海道空知管内の雨竜郡雨竜町にある山岳型高層湿原。暑寒別天売焼尻国定公園の一部をなし、暑寒別岳東中腹標高の約850 - 900メートルの高地にある。台地上に東西4キロメートル、南北2キロメートルにわたって広がり、面積は101.5ヘクタール。
湿原内は170以上の池塘が点在し、ペンケペタン川が蛇行しながら流れる。2005年11月にラムサール条約登録湿地となった。

## 概要

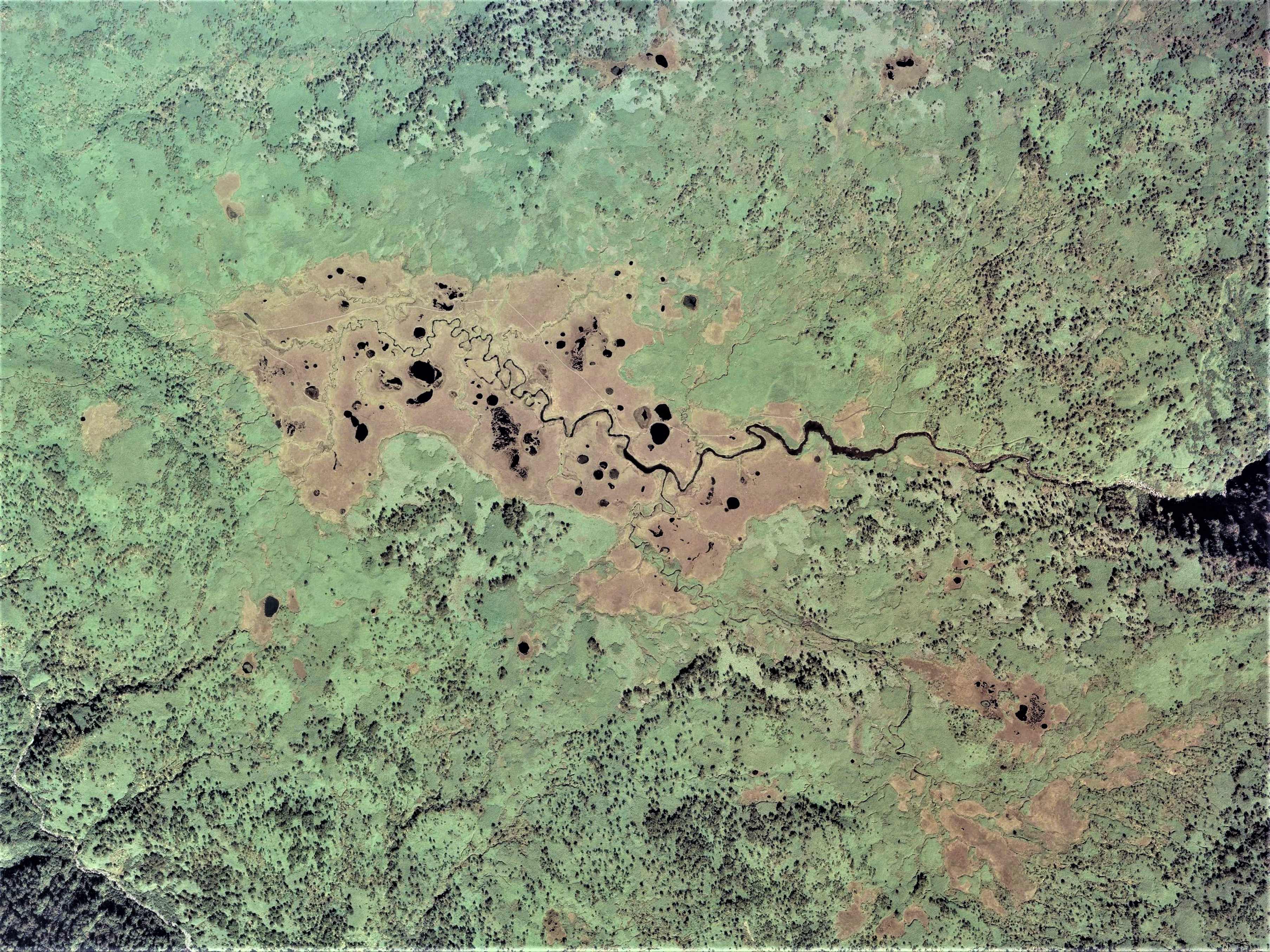
雨竜沼湿原周辺の空中写真。
。1977年9月25日撮影の2枚を合成作成

暑寒別天売焼尻国定公園の主要景勝地であり、日本有数の山岳型高層湿原帯。寒冷貧栄養の生息環境下でミズゴケ、スゲ類が腐食しないまま数千年をかけて堆積し、厚みを増して元の水面より盛り上がったことによりできた。流動性の強い玄武岩溶岩流の台地上に形成された泥炭地で、雪解け水や雨水の多少で形状を変化させる池塘が点在している。
植生は高層湿原独自の特徴を示し、春の雪解けから秋までに200種以上の花や植物が観察できる。ミズバショウを代表に、ショウジョウバカマ、エゾノリュウキンカ、イワイチョウ、シナノキンバイ、チングルマ、エゾノシモツケソウ、ハクサンチドリ、エゾノサワアザミ、ザゼンソウ、ヌマガヤなどが多く見られ、特に7月にはエゾカンゾウがオレンジ色に咲き乱れる。また、池塘で固有種が確認され、2005年に「ウリュウコウホネ」と命名された。これまでオゼコウホネとされていたスイレン科コウホネ属の水生植物である。オゼコウホネは子房が緑色に対し、ウリュウコウホネは子房が赤褐色になるのが特徴。8月上旬までの短い夏の間には、それら無数の花々が鮮やかに一帯を彩り、ヒツジグサを水面に浮かべ、万年雪を抱いた暑寒別の山々を映す沼々と、数多くの高山植物の描き出す光景から「北海道の尾瀬」とも称されるが、訪問者は尾瀬と比べると圧倒的に少ない。
2015年頃からエゾシカが侵入するようになり、植物の食害が深刻になっている。セイタカアワダチソウも侵入している。
湿原の中には1周約3.5キロメートルの木道がある。その他に湿原全体を見る場所として、湿原を半周したところから登山道を南暑寒岳（標高1,296メートル）へ向けて約500メートル登ると湿原展望台がある。そこでは広大な湿原全体を見下ろすことができる。
学術的にも貴重な湿原であり、1964年10月、雨竜沼高層湿原帯として北海道の天然記念物に指定された。1990年には暑寒別岳などともに暑寒別天売焼尻国定公園に指定され、2004年に北海道遺産に選定され、2005年11月8日にはラムサール条約登録指定湿地として登録された（624ヘクタール）。
例年6月中旬～下旬頃に山開きが行われ、10月初旬には閉鎖される。

## アクセス
- 公共交通機関：JR北海道 滝川駅より空知中央バス、北海道中央バスで「雨竜」下車。その先は公共交通機関がないため、登山口までタクシーを利用することになる。
- 自家用車・タクシー：雨竜市街から登山口まで北海道道432号暑寒別雨竜停車場線経由で26キロメートル。
- 登山口から雨竜沼湿原まで約3.5キロメートル。登山口から南暑寒岳頂上（標高1,296メートル）まで約9キロメートル。登山口から暑寒別岳頂上（標高1,492メートル）まで約13キロメートル。

登山口となる「雨竜沼湿原ゲートパーク」で入山届の記入が必要。施設や周辺環境の美化・保全のために、18歳以上1人500円の協力金を募っている。管理人は9時から16時30分まで駐在。その時間以外に入山する場合は、時間外入山届出所で入山届を記入する。
ゲートパークには雨竜沼、暑寒別岳登山の拠点となる山小屋「南暑寒荘」がある（無料：予約不可）。水洗トイレ完備。寝袋・食料などは持参する必要がある。また隣接してキャンプ場が設けられている（無料：予約不可）。

## ギャラリー

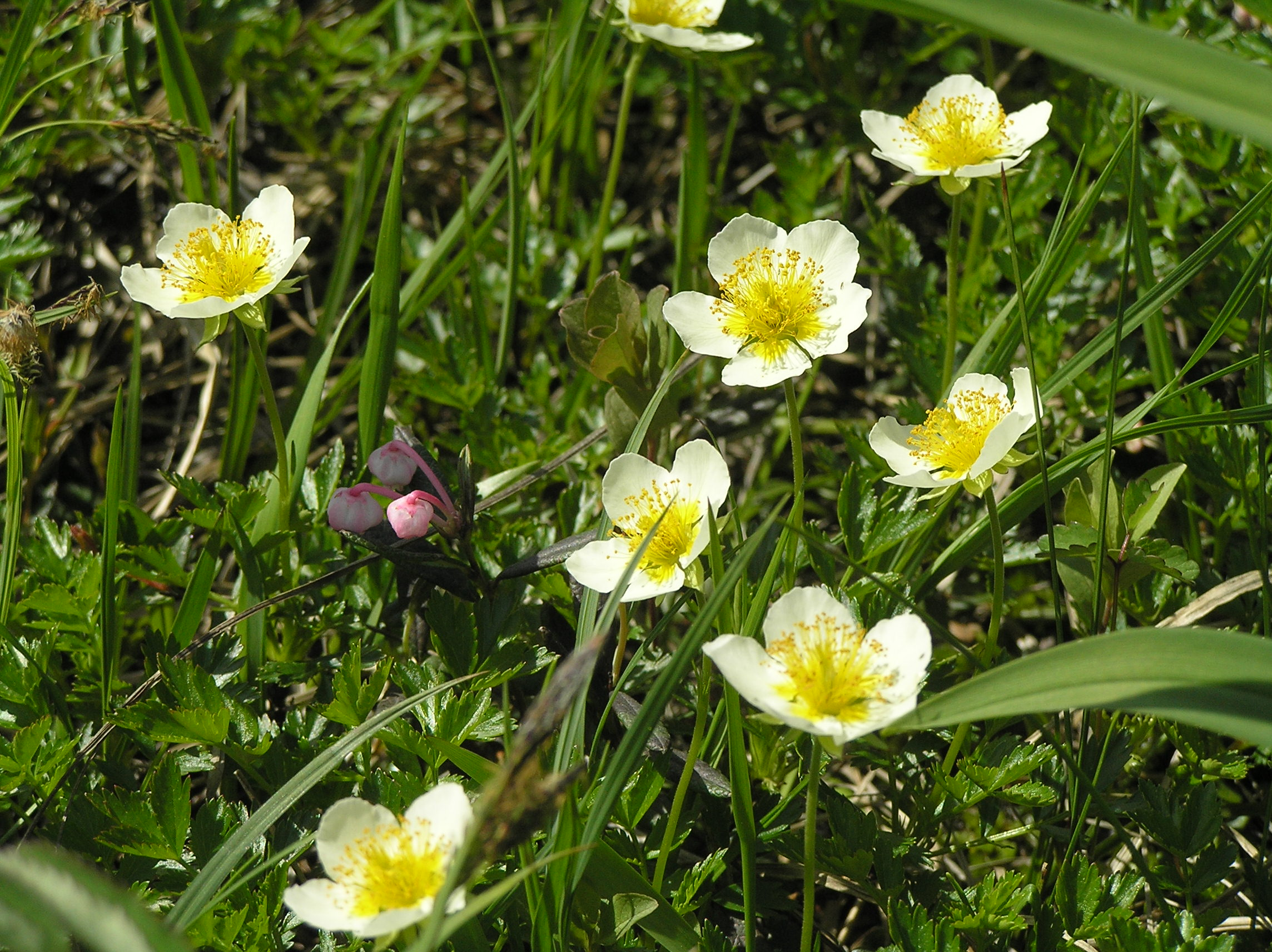
チングルマ
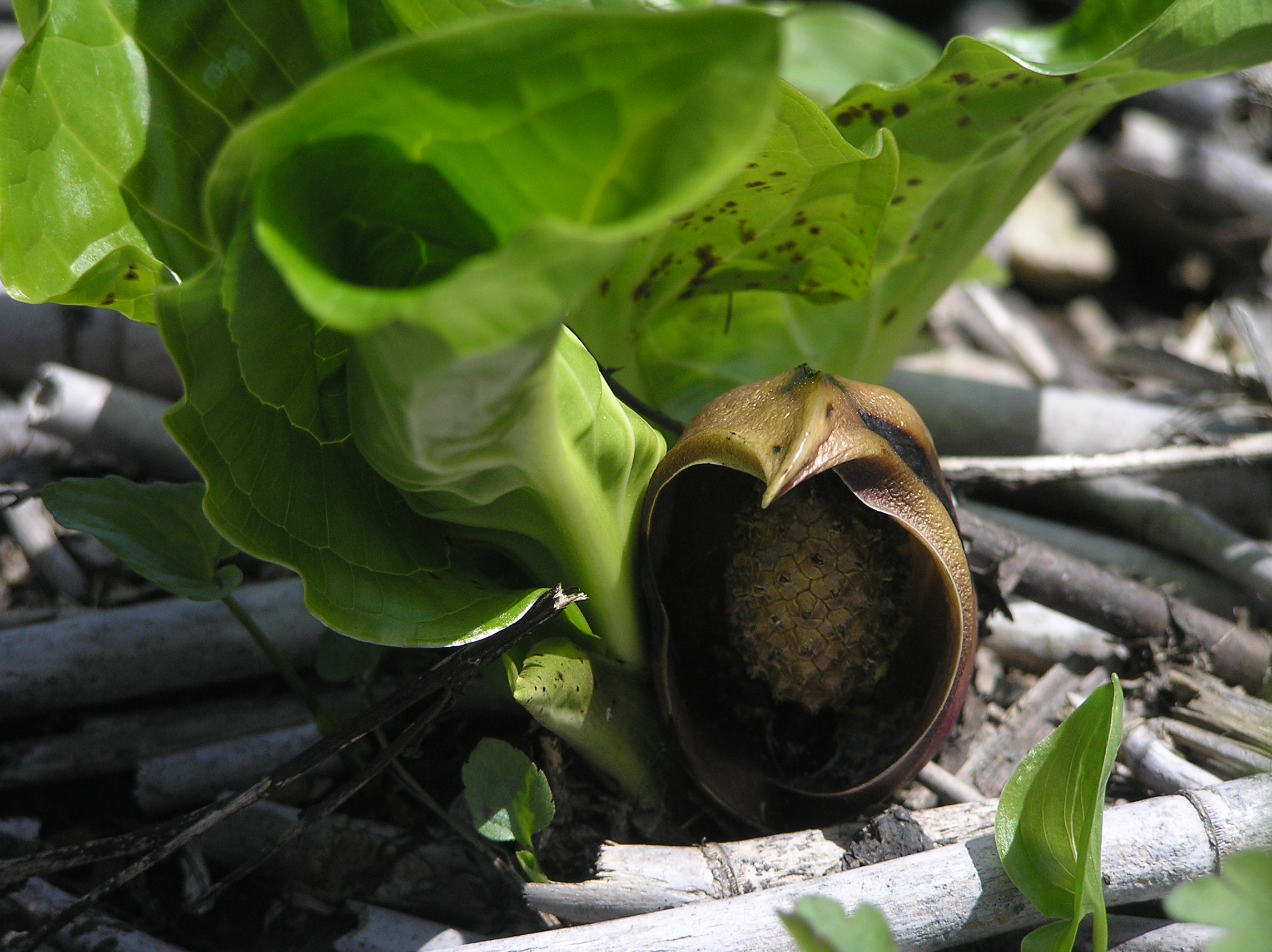
ザゼンソウ
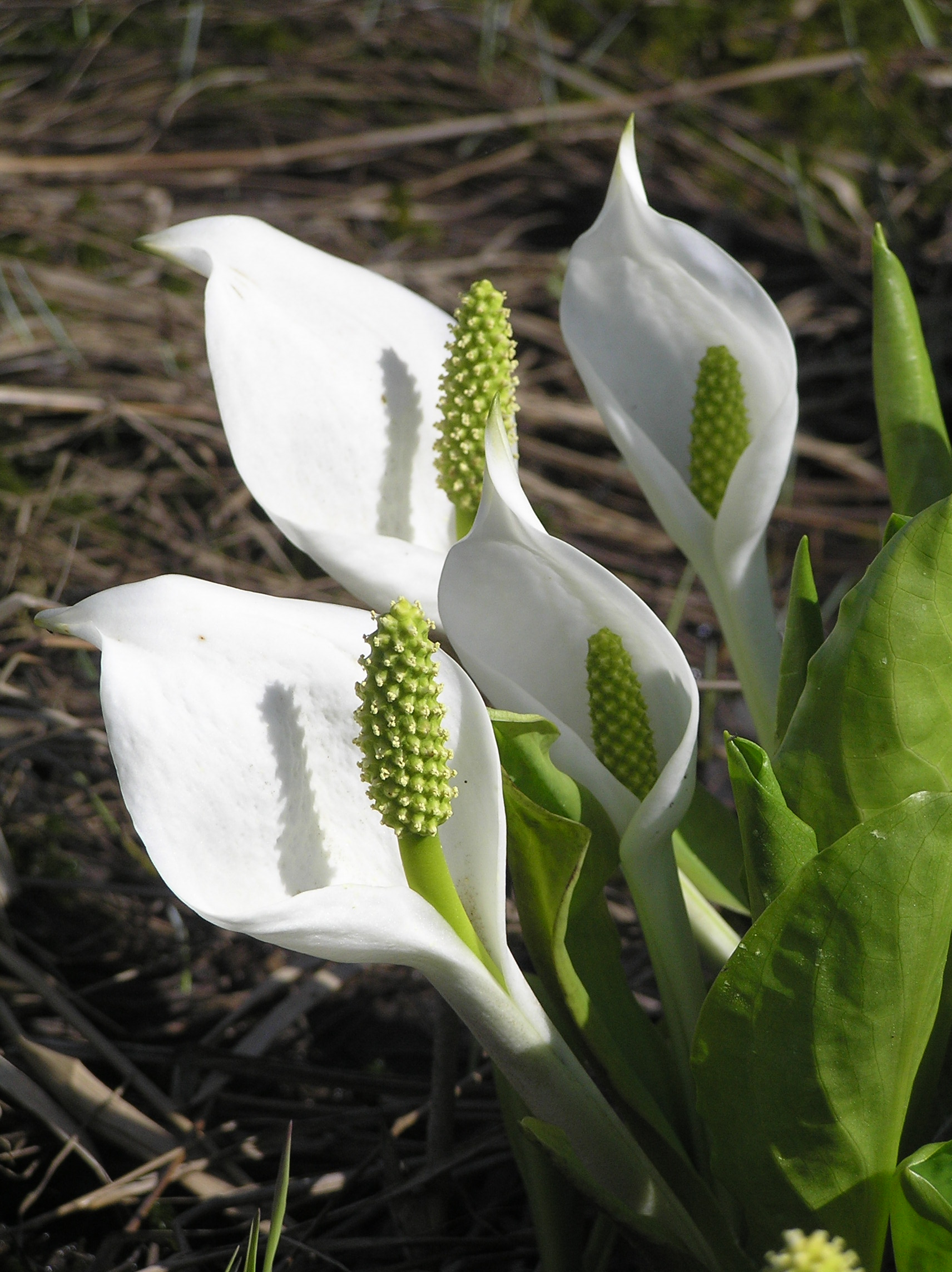
ミズバショウ
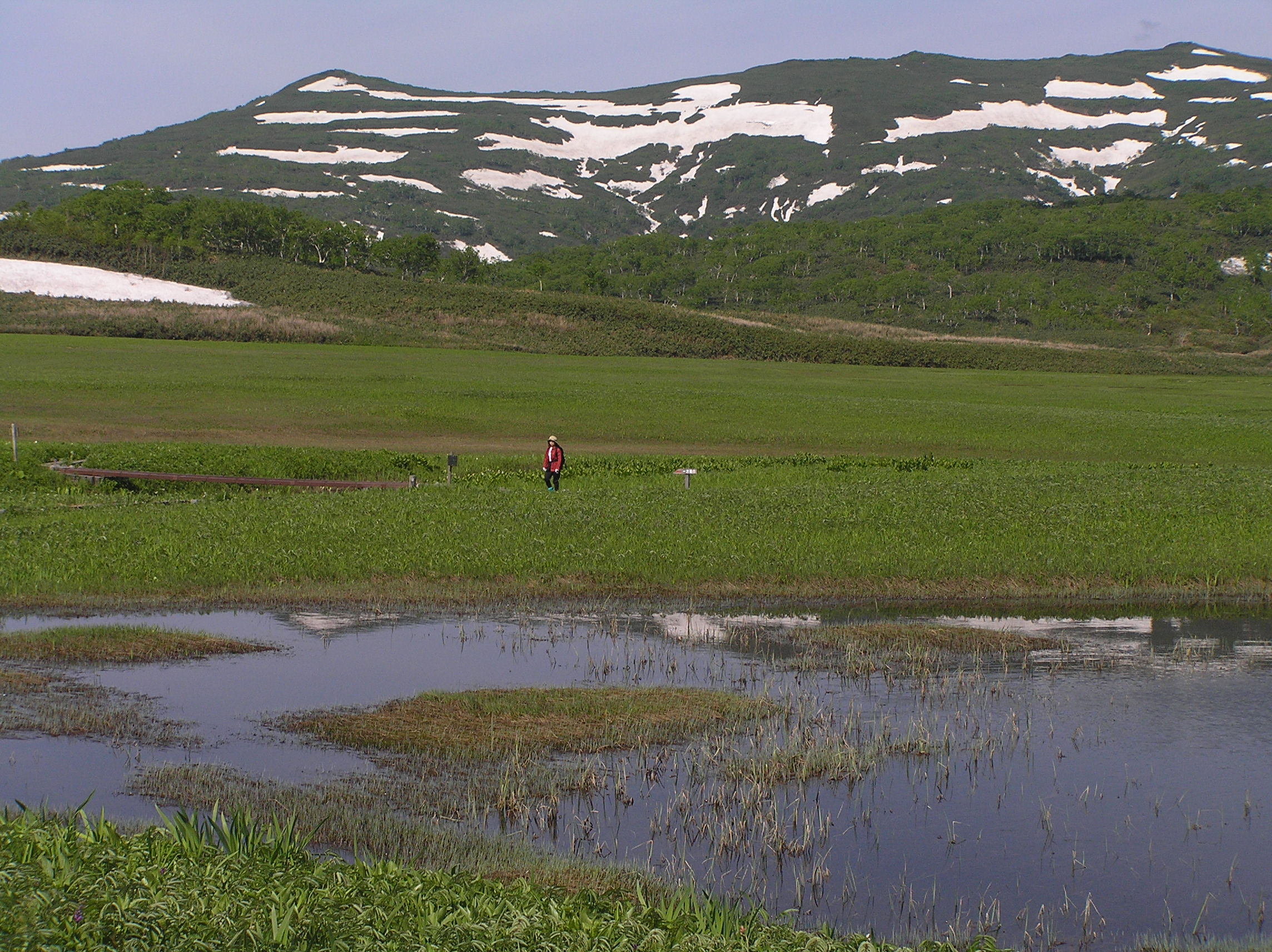
暑寒別岳
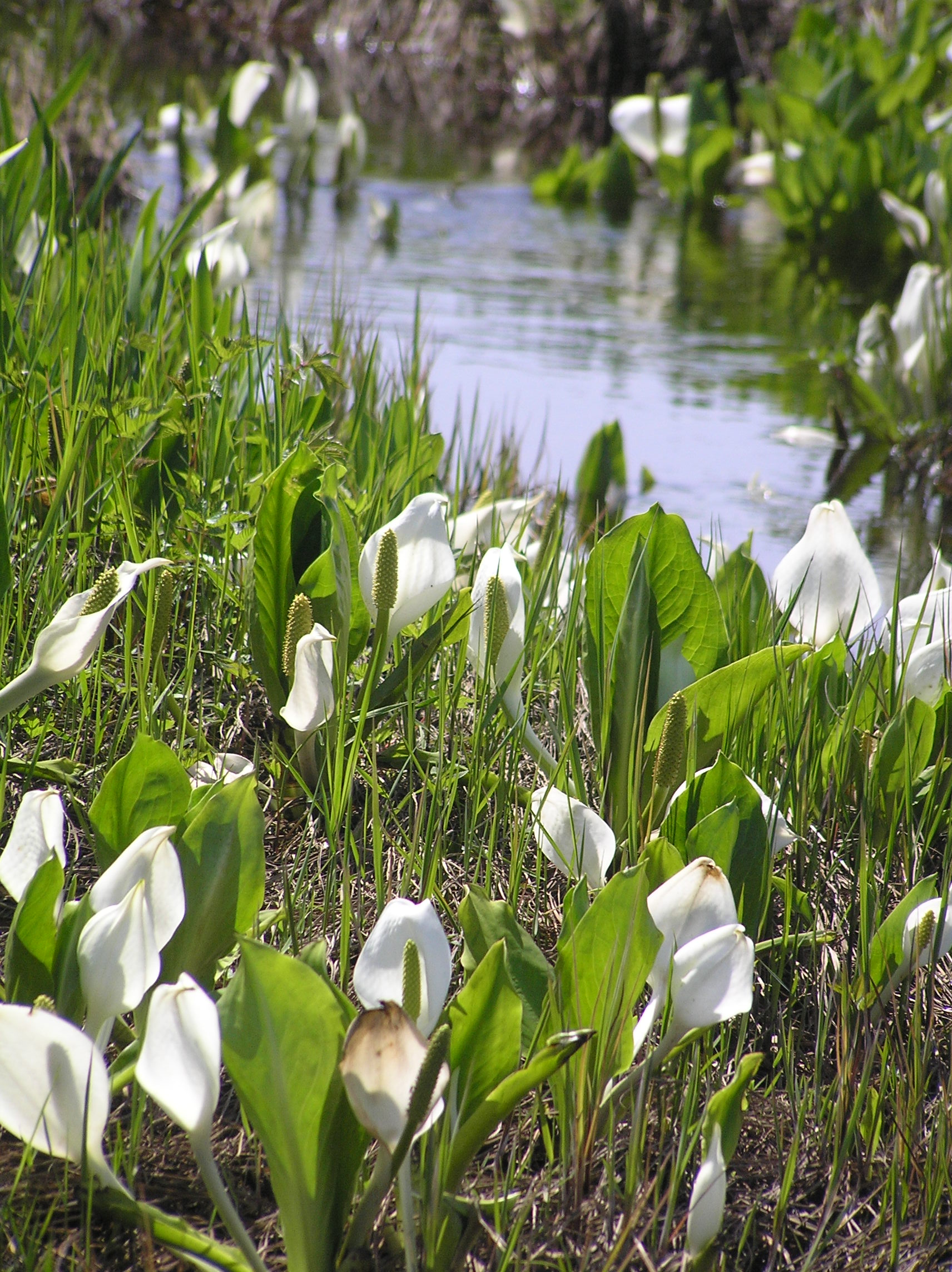
ミズバショウの群生
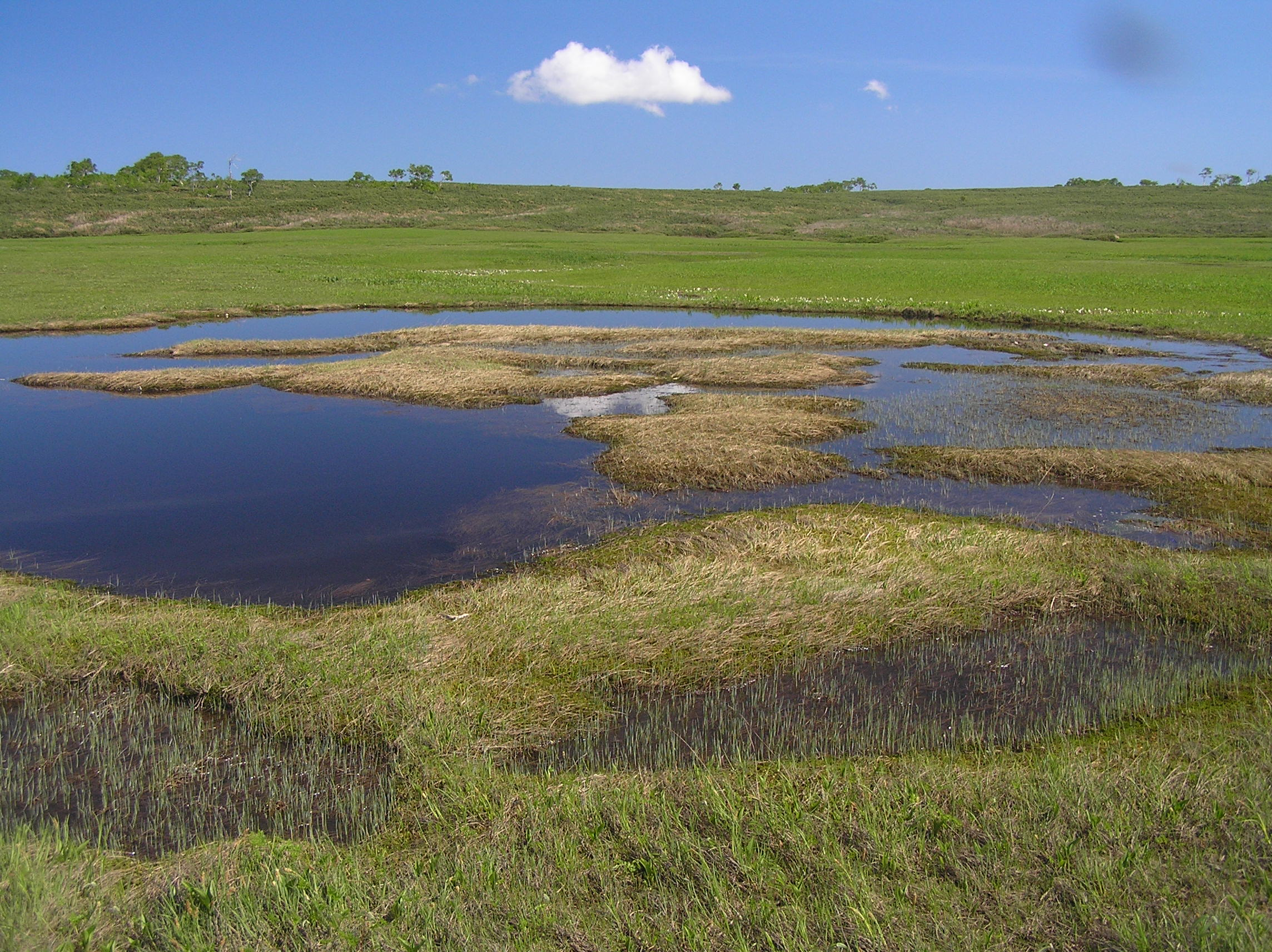
池塘群
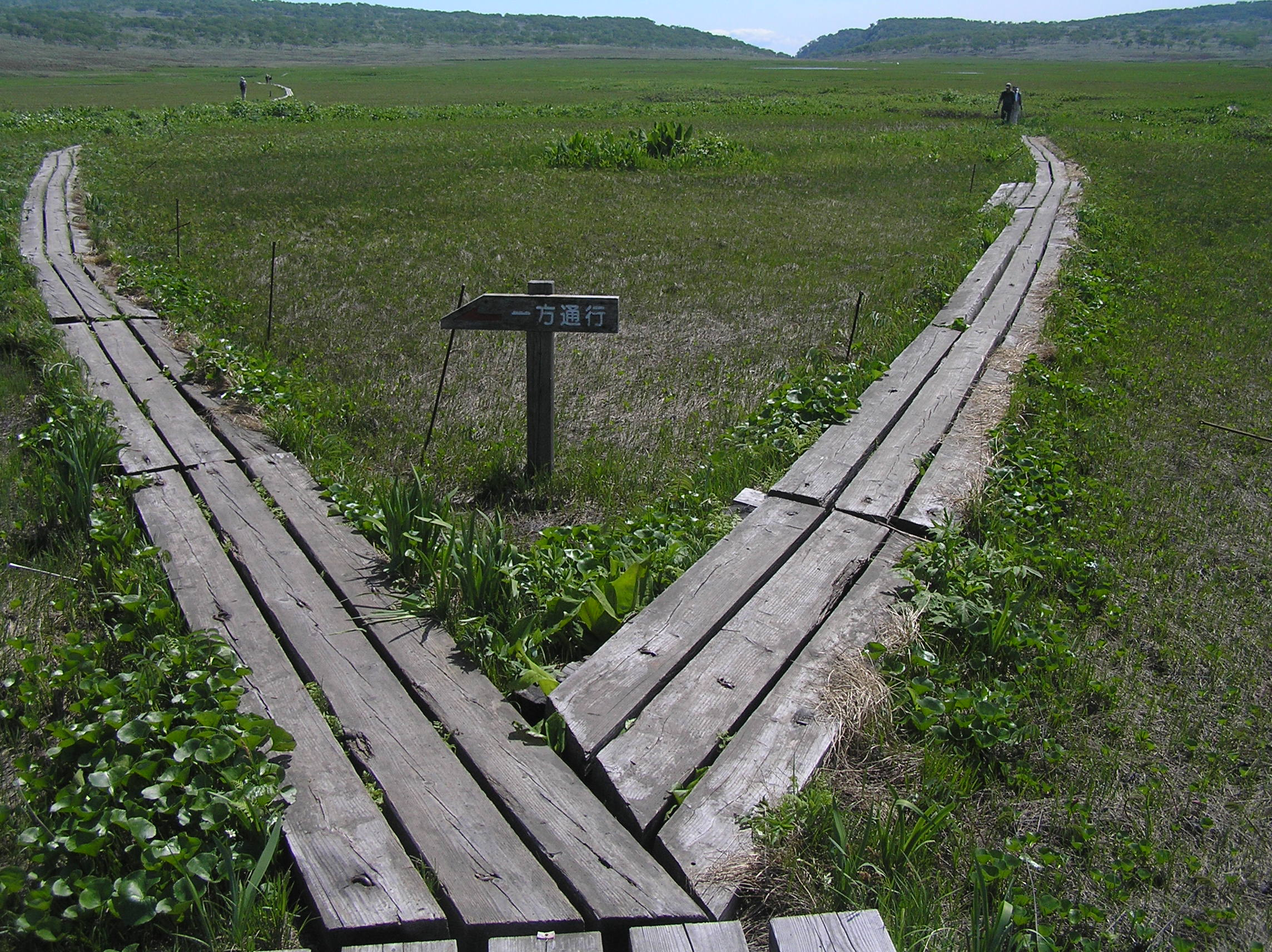
木道
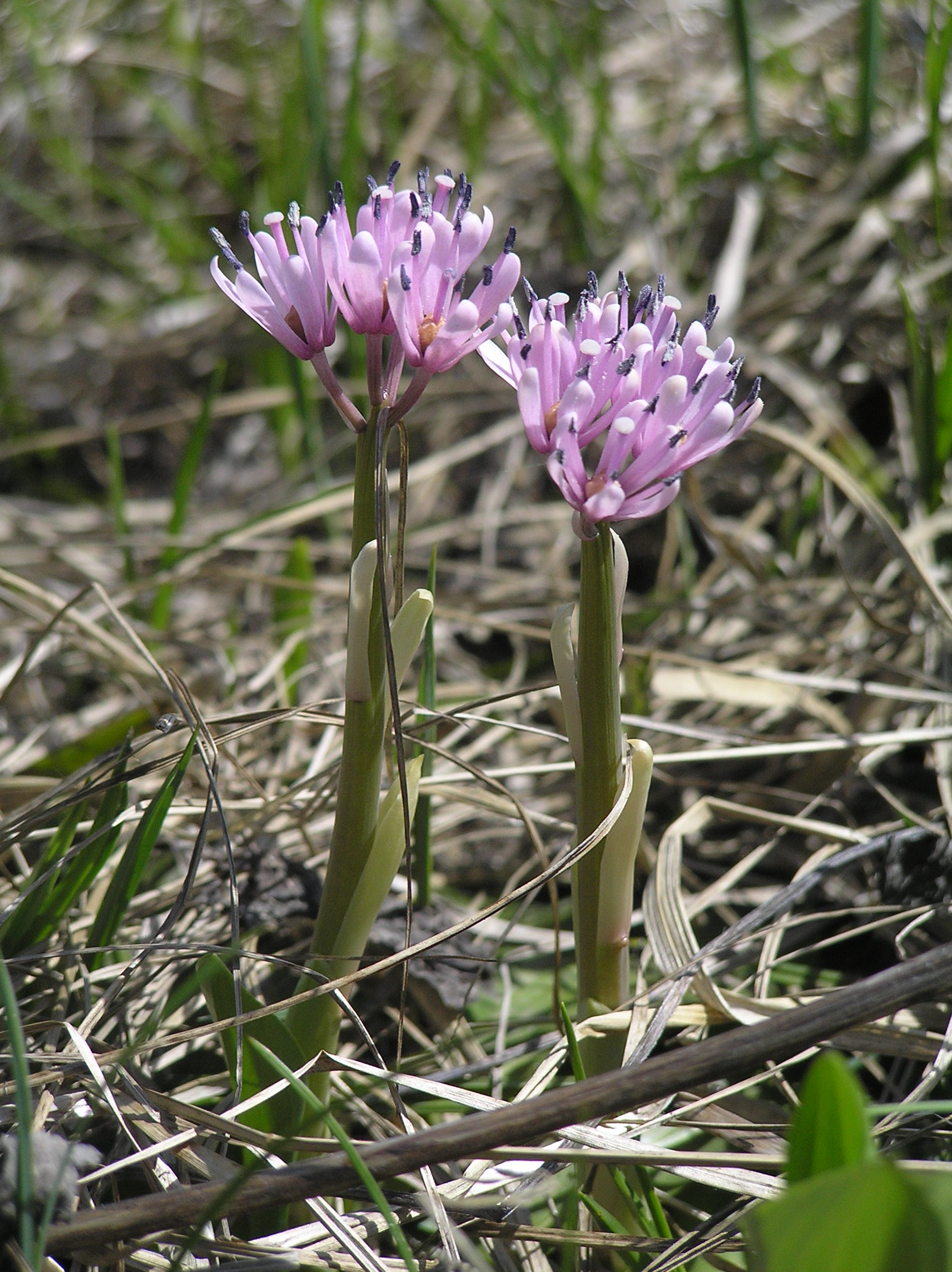
ショウジョウバカマ